# Magdalena Kowalczyk
Magdalena Kowalczyk (née Wawrzyniak le 14 mars 1990 à Myszków) est une ancienne joueuse de volley-ball polonaise. Elle mesure 1,85 m et jouait au poste d'attaquante. Elle a mis un terme à sa carrière de volleyeuse professionnelle en mai 2020. Sa sœur jumelle Katarzyna Wawrzyniak est également joueuse de volley-ball.

## Clubs
| Club                   | De        | À         |
| ---------------------- | --------- | --------- |
| SMS PZPS Sosnowiec     | 2005-2006 | 2006-2007 |
| SSK Calisia Kalisz     | 2007-2008 | 2008-2009 |
| MOSiR Mysłowice        | 2009-2010 | 2009-2010 |
| Sparta Varsovie        | 2010-2011 | 2011-2012 |
| PTPS Piła              | 2012-2013 | 2014-2015 |
| AGIL Volley            | 2015-2016 | 2015-2016 |
| MKS Muszyna            | 2016-2017 | 2016-2017 |
| Impel Wrocław          | 2017-2018 | 2017-2018 |
| AZS Uni Opole          | jan 2018  | mai 2018  |
| KŚ AZS PŚ Gliwice      | 2018-2019 | 2018-2019 |
| BKS Stal Bielsko-Biała | 2019-2020 | 2019-2020 |

## Palmarès
- Supercoupe de Pologne
  - Vainqueur : 2007.
- Supercoupe d'Italie
  - Finaliste : 2015.